# Counterfeit
"Counterfeit" é uma canção escrita por Fred Durst, Wes Borland, Sam Rivers, John Otto e DJ Lethal, gravada pela banda Limp Bizkit.
É o single de estreia do álbum de estreia lançado em 1995, Three Dollar Bill, Yall$.